# (152) Atala
(152) Atala est un astéroïde de la ceinture principale. 

## Description
(152) Atala est un astéroïde de la ceinture principale très grand et sombre. C'est un astéroïde de type D, signifiant qu'il est composé de carbone, de silicates et probablement de glace. Celui-ci a été découvert par les frères Paul-Pierre Henry et Prosper-Mathieu Henry le 2 novembre 1875, mais la découverte a été créditée à Paul-Pierre Henry.

## Nom
L'astéroïde est nommé en référence à Atala, l'héroïne du roman homonyme de François-René de Chateaubriand (1768-1848).
Une autre héroïne de Chateaubriand, Céluta, personnage de son roman Les Natchez, a donné son nom à (186) Celuta, astéroïde découvert par Prosper-Mathieu Henry.

## Compléments